# فرودگاه آلبورگ
فرودگاه آلبورگ (به انگلیسی: Aalborg Airport) (به زبان بومی: Aalborg Lufthavn) یک فرودگاه با دو کاربری نظامی و همگانی با کد یاتا AAL است که دو باند فرود از جنس بتن و قیر دارد که طول این‌ها به‌ترتیب ۲٬۶۵۴ و ۲٬۵۴۹ متر است. این فرودگاه در شهر آلبورگ کشور دانمارک قرار دارد و در ارتفاع ۳ متری از سطح دریا واقع شده‌است.

## شرکت‌های هواپیمایی و مقصدها
| شرکت‌های هواپیمایی                                | مقصدهای پروازی |
| ------------------------------------------------ | --- |
| ایربالتیک                                        | فصلی: فرودگاه بین‌المللی ریگا |
| آتلانتیک ایرویز                                  | فصلی: فرودگاه واگار |
| بریتیش ایرویز اجراشده توسط سان-ایر اسکاندیناوی   | فرودگاه گاردرموئن اسلو، فرودگاه سولا استاوانگر (آغازشده از ۲۷ اوت ۲۰۱۵)                                                              |
| کی‌ال‌ام اجراشده توسط کی‌ال‌ام سیتی‌هاپر              | فرودگاه اسخیپول آمستردام |
| لوفت‌هانزا رجینال اجراشده توسط لوفت‌هانزا سیتی‌لاین | فرودگاه بین‌المللی فرانکفورت |
| نیکی لوفت‌فارت                                    | فصلی: فرودگاه زالتسبورگ |
| نروژین ایر شاتل                                  | فرودگاه کپنهاگ، فرودگاه گاتویک، فرودگاه مالاگا فصلی: فرودگاه آلیکانته-الچه، فرودگاه پالما د مایورکا                                  |
| پریمرا ایر                                       | فصلی: فرودگاه آنتالیا، فرودگاه بین‌المللی رود، فرودگاه بین‌المللی خانیا، فرودگاه تنریف جنوبی، فرودگاه گرن کناریا، فرودگاه فوئرته‌ونتورا |
| هواپیمایی اسکاندیناوی۱                           | فرودگاه کپنهاگ، فرودگاه گاردرموئن اسلو، فرودگاه مالاگا، فرودگاه استکهلم-آرلاندا                                                      |
| ترکیش ایرلاینز                                   | فرودگاه بین‌المللی آتاترک |
| ویولینگ                                          | فصلی: فرودگاه بارسلونا-ال پرات |

## شرکت‌های هواپیمایی و مقصدهای پروازی
| شرکت‌های هواپیمایی                           | مقصدهای پروازی |
| ------------------------------------------- | --- |
| ایر نروژ                                    | گاردرموئن اسلو (برقراری مجدد از ۱۷ سپتامبر ۲۰۱۷)                                                                      |
| آتلانتیک ایرویز                             | فصلی: واگار |
| بریتیش ایرویز اجرا توسط سان-ایر اسکاندیناوی | هامبرساید، گاردرموئن اسلو                                                                                             |
| Danish Air Transport                        | فصلی: برنهلم |
| کاال‌ام اجرا توسط کی‌ال‌ام سیتی‌هاپر            | اسخیپول آمستردام |
| نروجین ایر شاتل                             | کپنهاگ، گاتویک، مالاگا فصلی: آلیکانته-الچه، گرن کناریا (آغاز از ۵ سپتامبر ۲۰۱۷), پالما د مایورکا                      |
| پریمرا ایر                                  | مالاگا، پالما د مایورکا فصلی: آنتالیا، خانیا، فوئرته‌ونتورا، گرن کناریا، رود، لئوناردو دا وینچی-فیومیچینو، تنریف جنوبی |
| رایان‌ایر                                    | استانستد لندن (آغاز از ۵ سپتامبر ۲۰۱۷)                                                                                |
| هواپیمایی اسکاندیناوی                       | کپنهاگ، گاردرموئن اسلو Seasonal charter: خانیا، کورفو، قاضی پاشا، گرن کناریا، مالت، رود، تنریف جنوبی، وارنا           |
| ویولینگ                                     | فصلی: بارسلونا-ال پرات                                                                                                |